# Grave (Brabant-Septentrional)
Pour les articles homonymes, voir Grave.
Grave est une ville et une commune des Pays-Bas, de la province du Brabant-Septentrional. 

## La commune

### Développement
La ville de Grave est le chef-lieu et, à l'origine, la seule localité de la commune du même nom. 
La commune avait alors une superficie modeste, mais elle s'est agrandie par l'annexion en 1942 de Velp et d'Escharen et en 1994 de Gassel. Jusqu'à 1950, la commune de Grave ne se développe que difficilement, une grande partie de son territoire étant fréquemment inondé par le Déversoir de Beers.

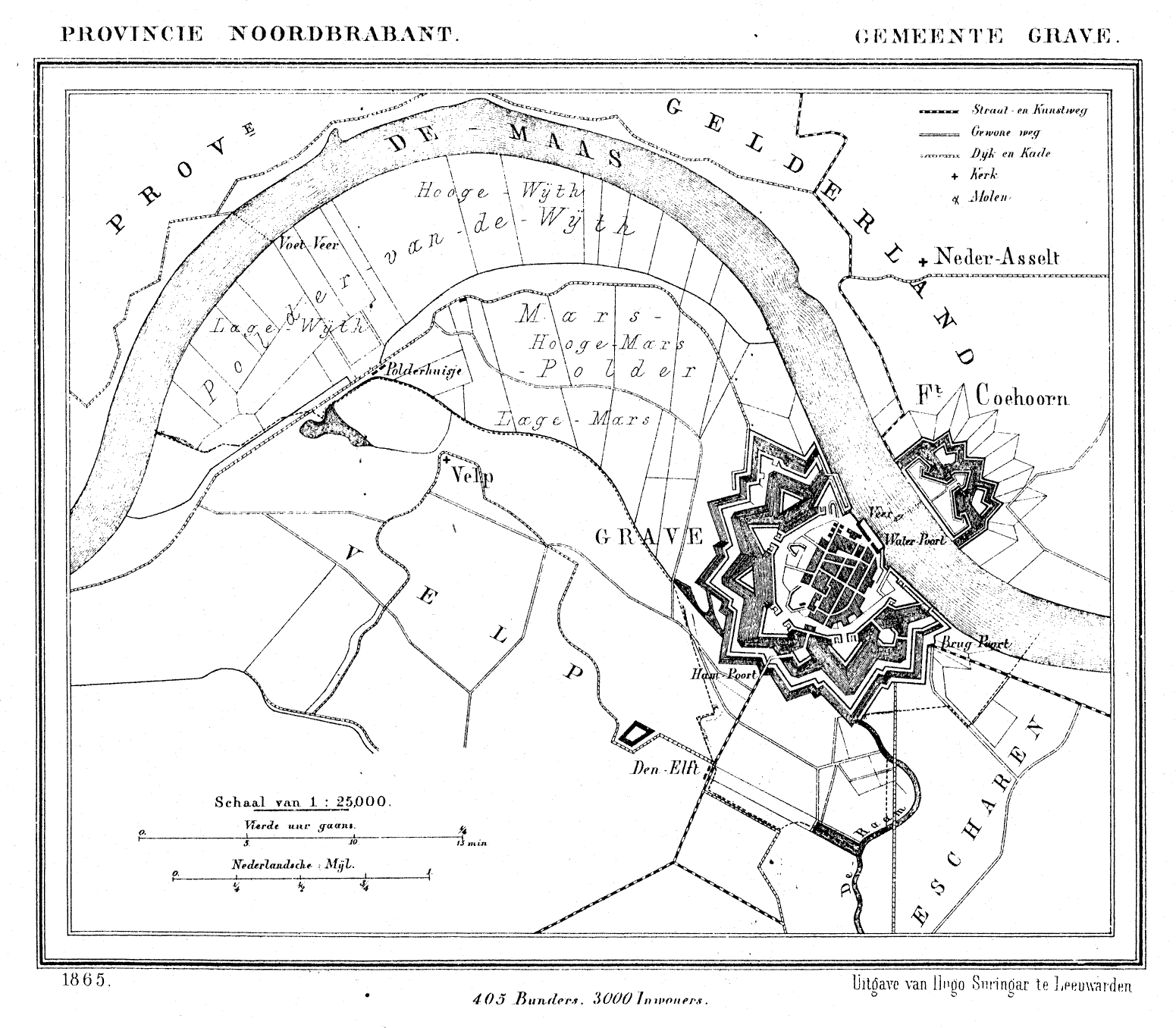
Grave en 1865.

Au cours de la fin du XXe siècle les nouveaux quartiers Bikkelkamp, Esters veld, Mars, Stoop et Zittert, en partie sur le territoire des communes annexées d'Escharen et de Velp, ont permis la croissance démographique. Le 1er janvier 2007, la commune compte 12 819 habitants, dont 8 894 dans le territoire de la ville.

### Localités
- Escharen
- Gassel
- Grave
- Velp

## Grave, ville fortifiée

### Histoire
En 1133, les seigneurs Godfried et Herman de Cuijk assassinent le comte de Hollande Florent le Noir. En revanche, le château de Cuijk est démantelé et les seigneurs bannis. À leur retour en 1137, ils choisissent au nord de Cuijk un tertre de sable pour construire le nouveau château, très vite appelé De Graaf (nom populaire) qui devient officiellement Grave. 
Vers 1290, Jean I de Cuijk vend le droit de ville de Cuijk à Grave et il construit les premières fortifications. 
En 1423, Grave devient propriété de la famille d'Egmond qui la donne en fief à Arnold de Gueldre. 
Pendant la guerre de Quatre-Vingts Ans (1568-1648) Grave est occupé tantôt par les Espagnols catholiques après le siège de 1586, tantôt par les Orange protestants après celui de 1602 (nl). Ensuite, c'est la France qui entre en guerre avec les Provinces-Unies et Grave tombe en 1672 par une faute aux mains des Français menés par Noël Bouton, Marquis de Chamilly. Il y resteront jusqu'au siège suivant.
Après le fameux siège de Grave qui dure quatre mois, le Prince Guillaume III d'Orange, soutenu par Carl von Rabenhaupt (nl), récupère la ville le 28 octobre 1674. Le château est en ruines et ne sera pas reconstruit, mais le Prince ordonne la construction de fortifications autour de la ville. Ce travail sera réalisé sous la direction de Menno van Coehoorn. Le château quant à lui sera définitivement démoli.
Pendant l'invasion française de 1794, les troupes françaises conquièrent la ville fortifiée. 
En 1813 Grave devient une commune du nouveau Royaume des Pays-Bas. En 1874 Grave perd son statut de ville fortifiée et en 1892 elle est démantelée.
Fin 1944, c'est aussi un lieu important des combats de la fin de la Seconde Guerre mondiale (passage de la Meuse vers Arnhem).

### Monuments historiques

#### Vestiges des fortifications
Grave a trois souvenirs des fortifications. 
- L'arsenal, vestige de l'ancien château qui a survécu à la démolition du château au moment de la construction des nouvelles fortifications de 1688. L'arsenal a servi d'hôpital psychiatrique, de prison et de centre commercial et est actuellement sans destination.
- Le Hampoort, vestige des nouvelles fortifications de 1688. Le Hampoort remplaçait une porte antérieure. Il héberge maintenant le musée de la ville et la chambre du Guilde actuel des Archers.
- Les Canons au port de Grave au bord de la Meuse. Grave possédait 23 canons jusqu'à la guerre de 1914-1918 ; à ce moment-là  les canons ont été fondus pour leur cuivre. Par compensation, la ville a reçu ces deux canons français qui ont servi pendant  l'occupation française aux Pays-Bas de 1794.

#### L'église Sainte-Élisabeth

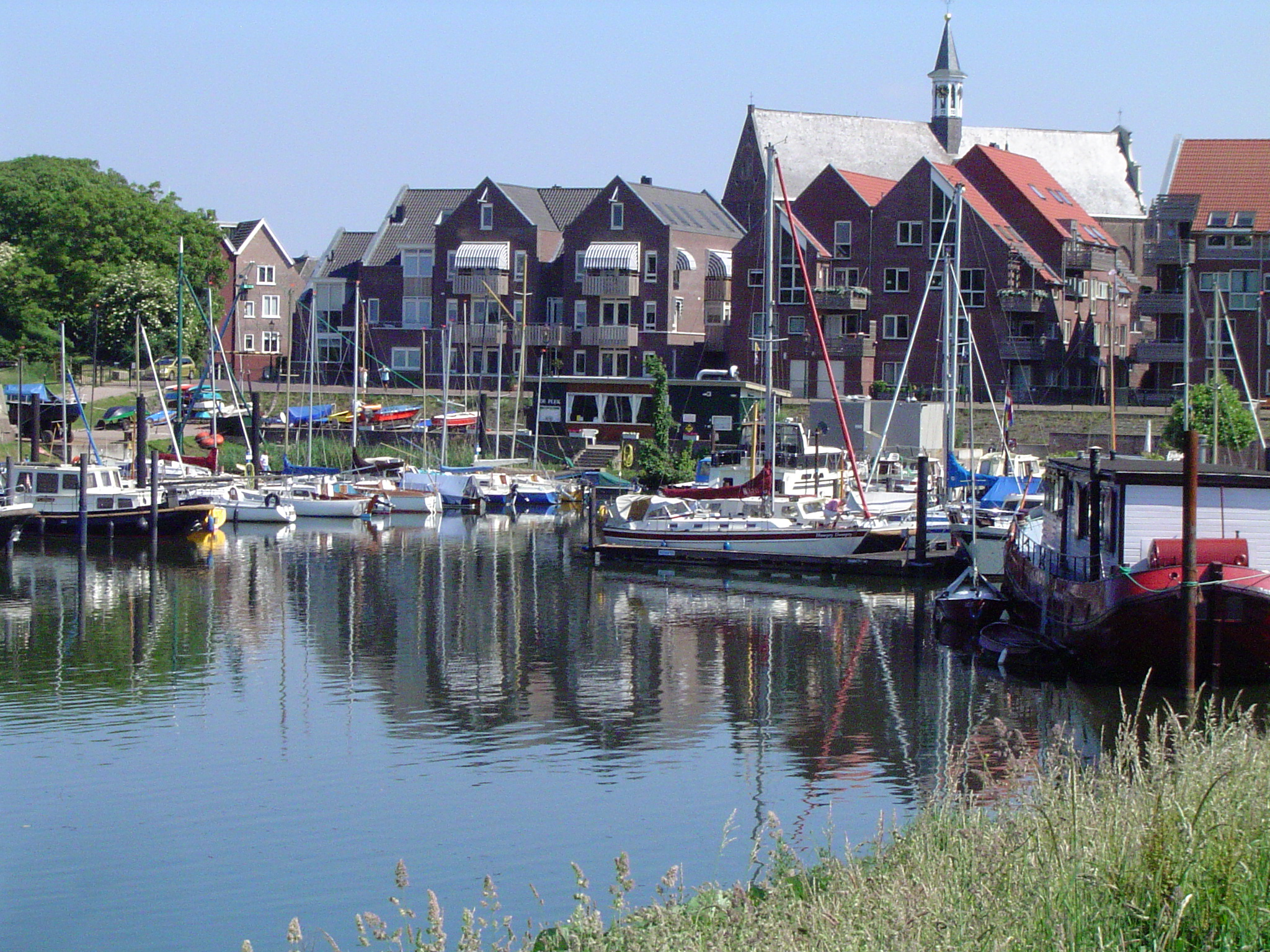
Grave, le port de plaisance avec l'église Sainte-Élisabeth.

Une première petite église romane est érigée vers 1240 sous Hendrik III de  Cuyk, sous le vocable d'Élisabeth de Thuringe, qui venait d'être sanctifiée en 1235. L'église, agrandie par Jean I de Cuijk, devient collégiale en 1308 et les reliques de la sainte arrivent en 1312. 
Cette église a brûlé pendant l'incendie qui a ravagé la ville en 1415. Une nouvelle église n'a été construite que vers 1460 et agrandie de deux bras latéraux en 1537, alors que l'église héberge 17 chapelles de confréries et de guildes d'artisans.  
L'église a été siège d'un évêché de 1801 à 1812. 
L'église, qui a beaucoup souffert de la guerre de Quatre-Vingts Ans, des sièges de 1674 et de 1794 et de la foudre en 1874, est moins grande qu'autrefois mais a de riches décorations et du beau mobilier de Flandres. 
Près de l'église se trouve une maison Renaissance de 1535.

Représentation de Sainte Élisabeth dans l'église
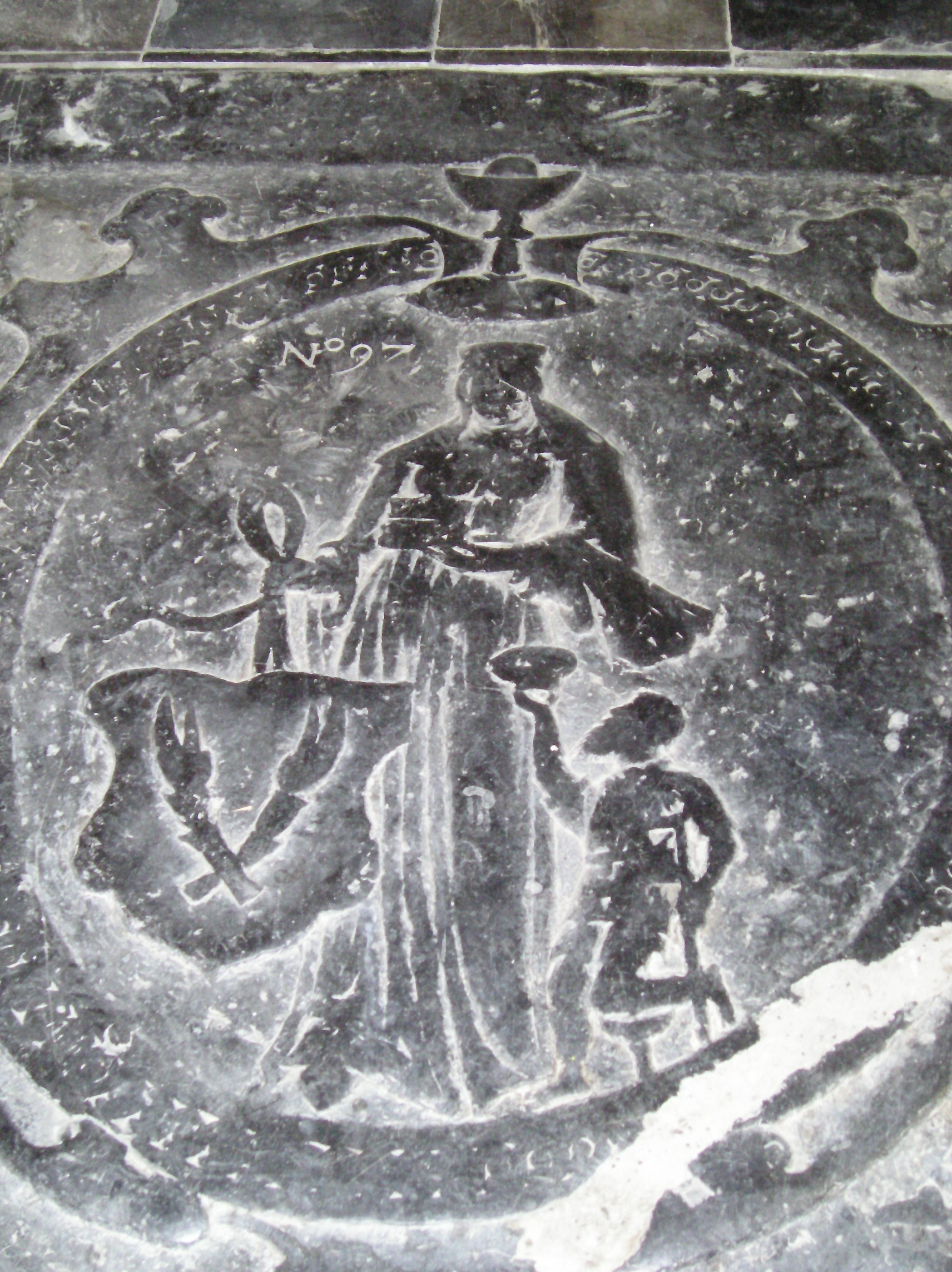
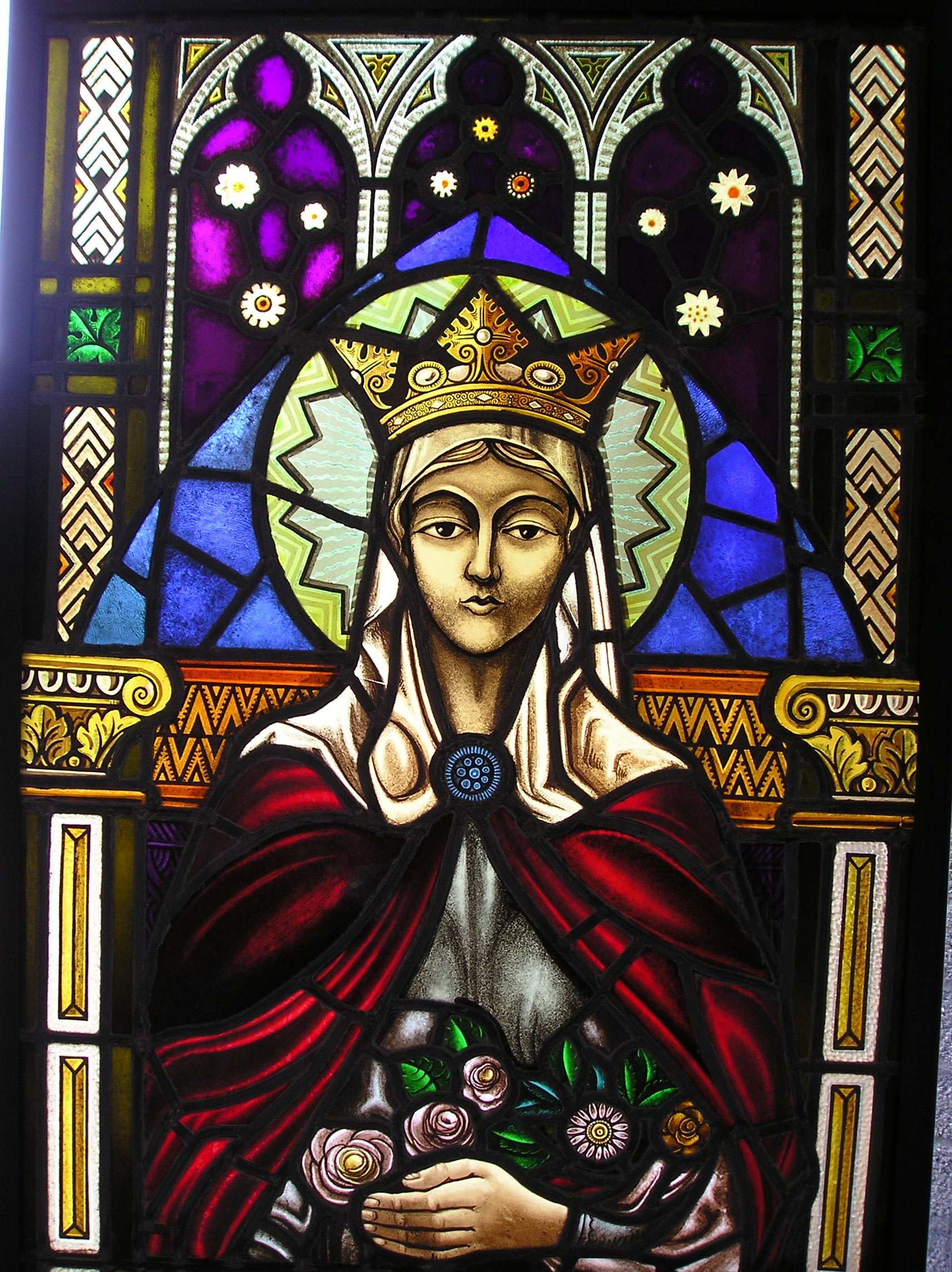
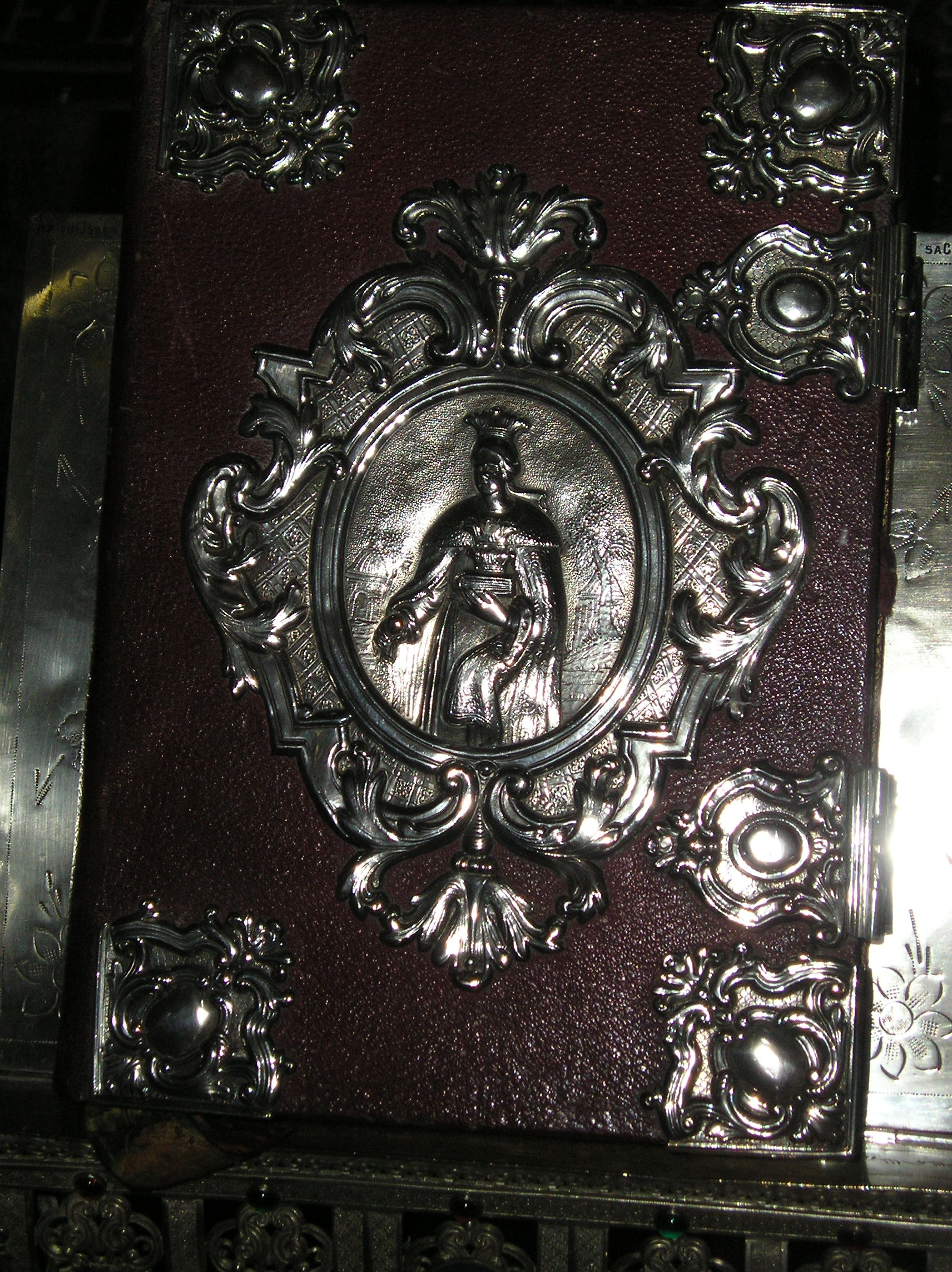
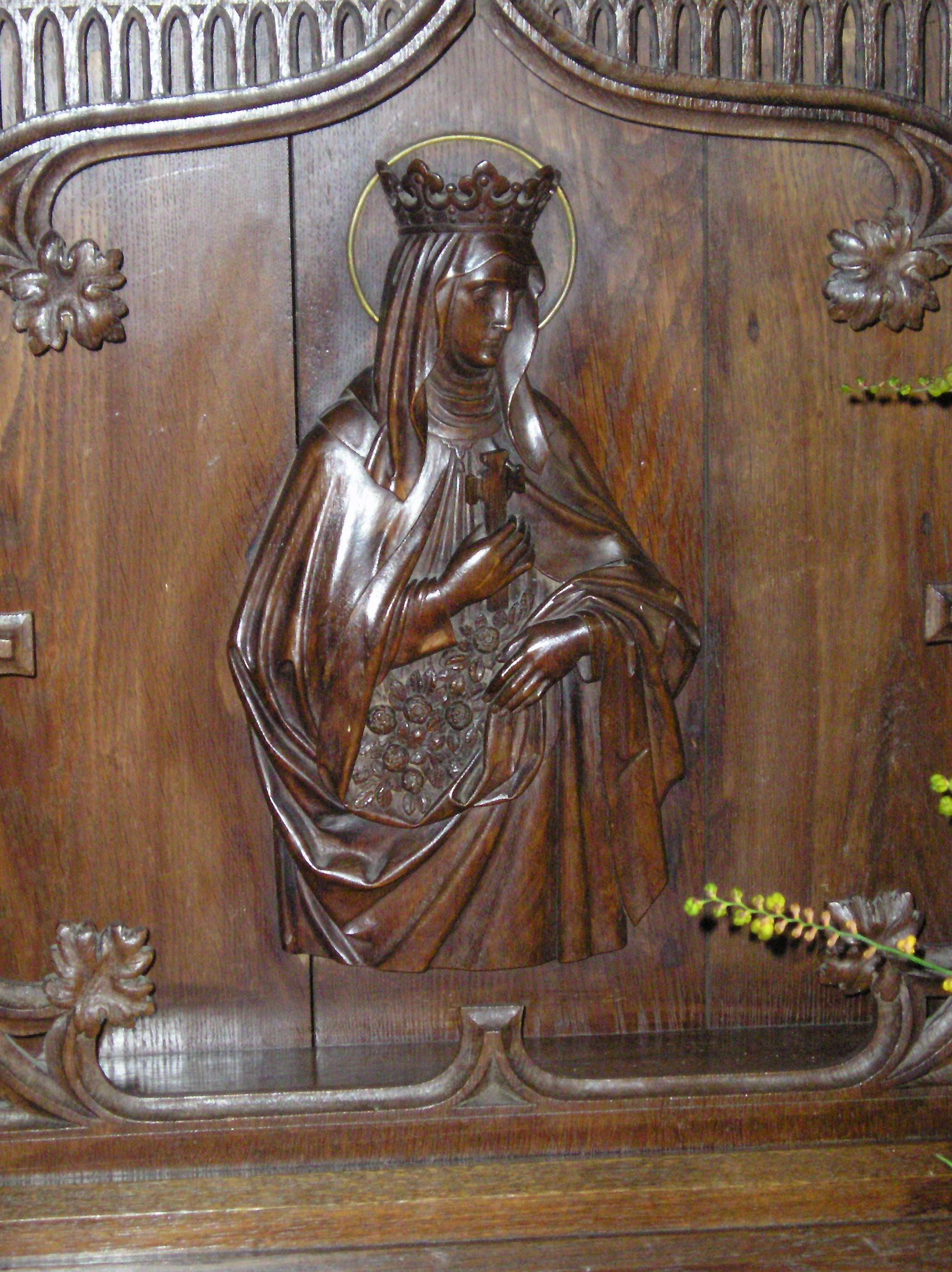
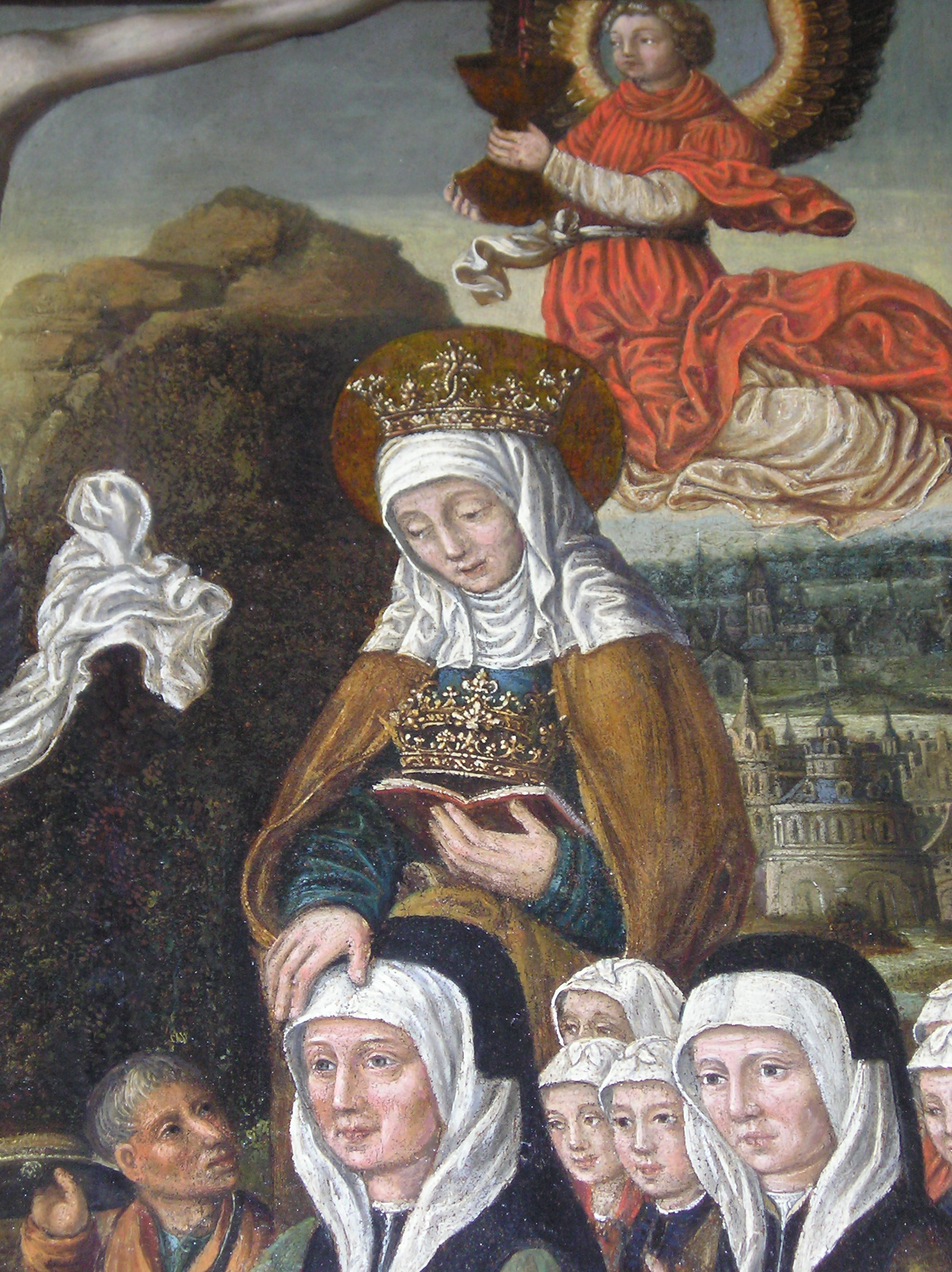

#### Le Begijnenhof et le temple protestant
Le béguinage St. Mariën Graef a été fondé vers 1290. Les béguines s'occupaient de la Maison du Saint-Esprit  et de l'hospice Sainte-Catharine, qui ont disparu ainsi que la chapelle du béguinage. En 1459 les béguines prononçaient les vœux du troisième ordre des Franciscains. Ayant ainsi droit d'église, elles ont pu sacrer leur église en 1529. Après la conquête de la ville par le Prince Maurice d'Orange en 1602, les béguines ont subi des restrictions de services religieux dans l'église. 
Après le siège de Grave, 1674, les Français utilisent le bâtiment comme écurie. De 1686 à 1731, le bâtiment sert de temple protestant pour la communauté wallonne des Huguenots réfugiés et plus tard pour la minorité luthérienne de la ville. Il reste quelques maisons du Béguinage et le temple protestant. Elles furent restaurées entre 1965 et 1968.

#### Le pont et l'écluse-barrage
Le pont de John S.Thompson, qui date de 1929, forme un seul ouvrage d'art avec l'écluse-barrage sur la Meuse, un ensemble unique en son temps.  
Les neuf arches de fer franchissent 515 m et forment la liaison entre les provinces de Brabant-Septentrional et de Gueldre. L'écluse-barrage régule l'eau de la Meuse, elle est très connue grâce à la radio puisqu'on annonce plusieurs fois par jour la hauteur de l'eau de la Meuse à Grave au-dessous de l'écluse.

#### La station de pompage de Sasse
Cette station date aussi de 1929 et régularise l'eau du Raam qui depuis cette année a sa nouvelle embouchure au-dessous de l'écluse de Grave. 

#### L'ancienne écluse duRaam
Jusqu'à 1929 le Raam débouchait dans le port de Grave par une petite écluse, qui, elle aussi, est Monument Historique.

## Personnalités liées à la commune
- Philippe de Gueldre (1464-1547), épouse de René II duc de Lorraine et de Bar, est née à Grave le 9 novembre 1464.
- Melchior Joachim de Meuse (1753-1828), homme politique.
- Joannis Alexander Krieger (1759-1832), homme politique, député et bourgmestre.

## Galerie de photos

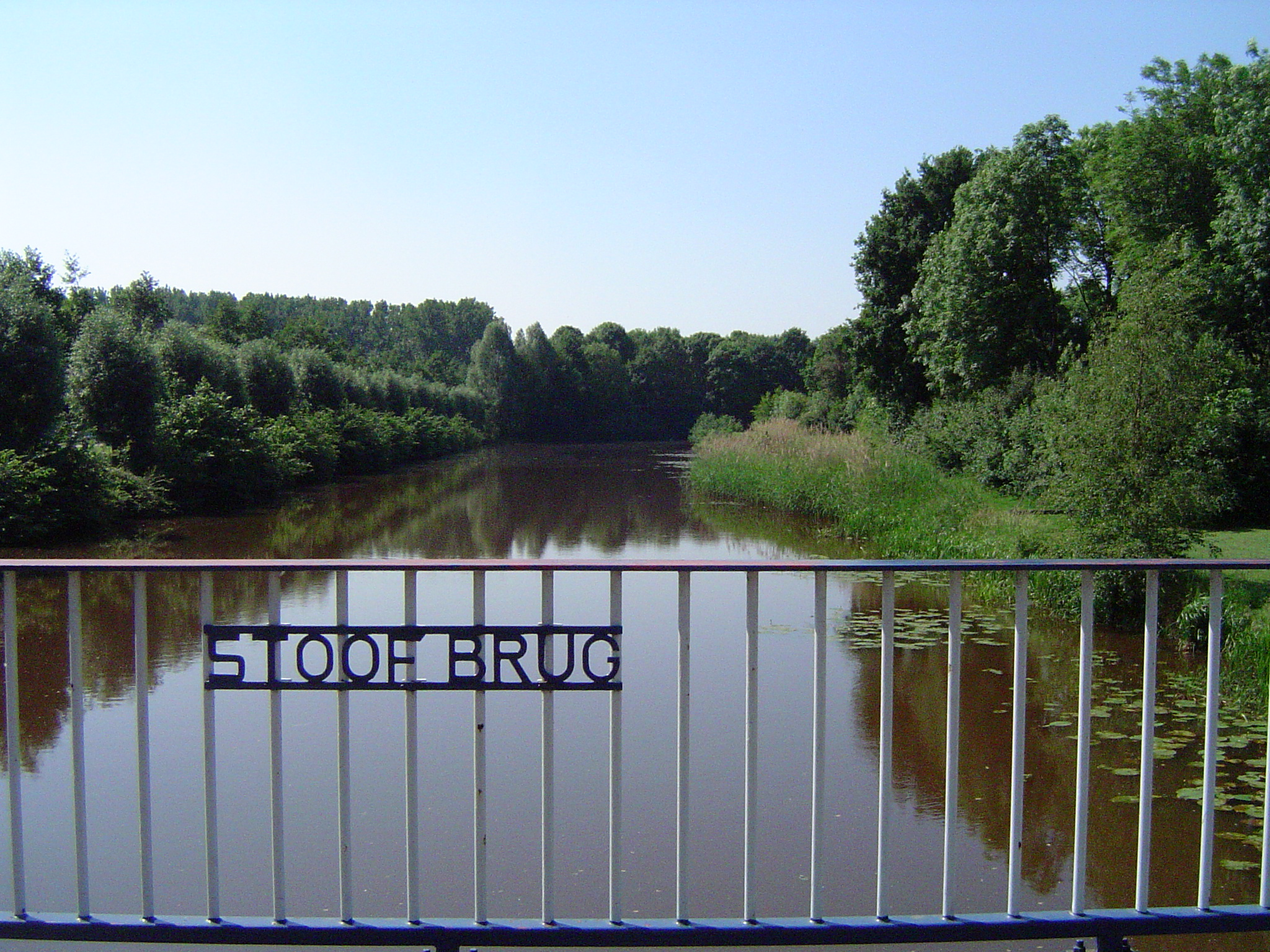
Le Raam entrant à Grave
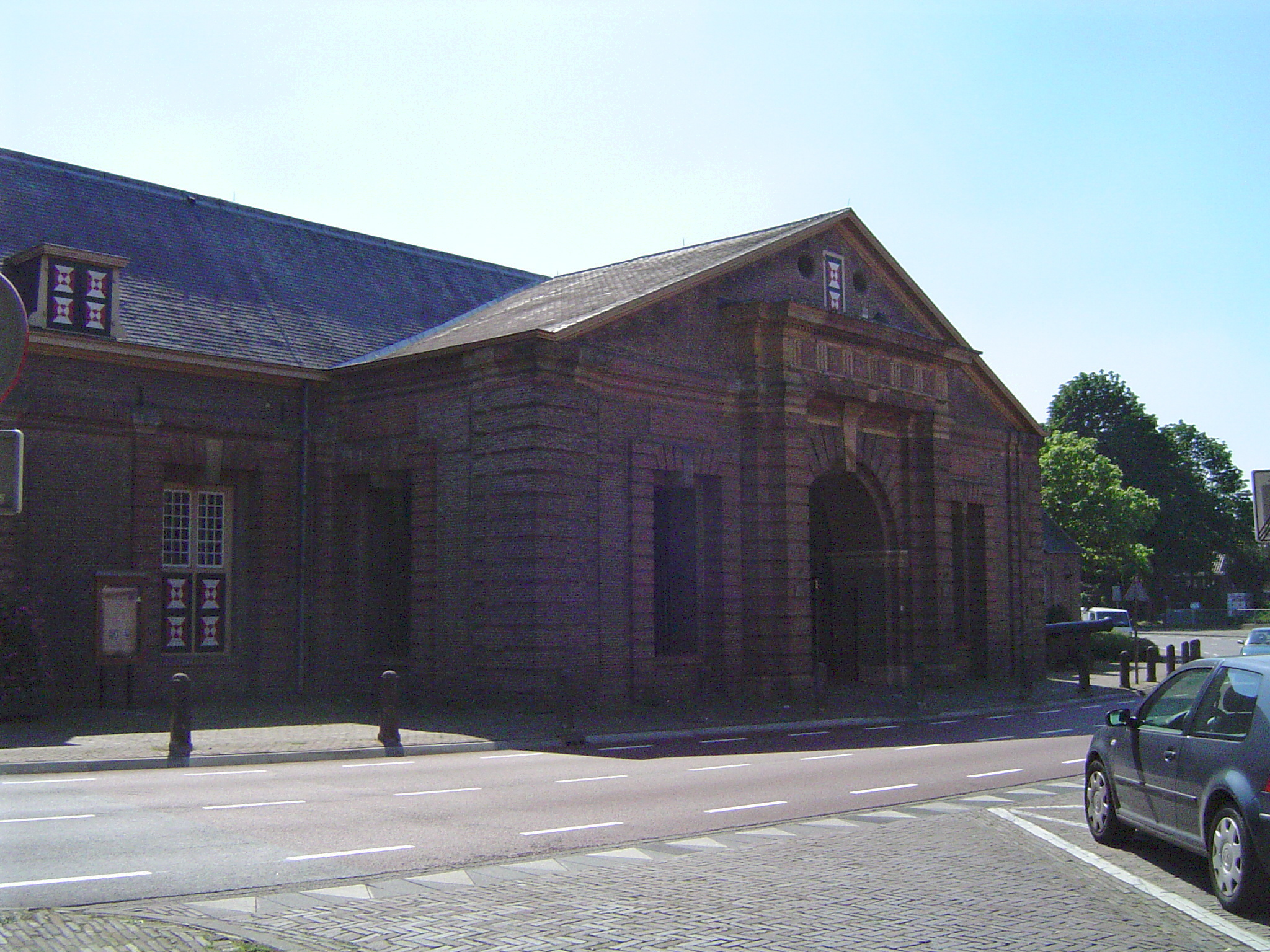
Grave, « Hampoort »
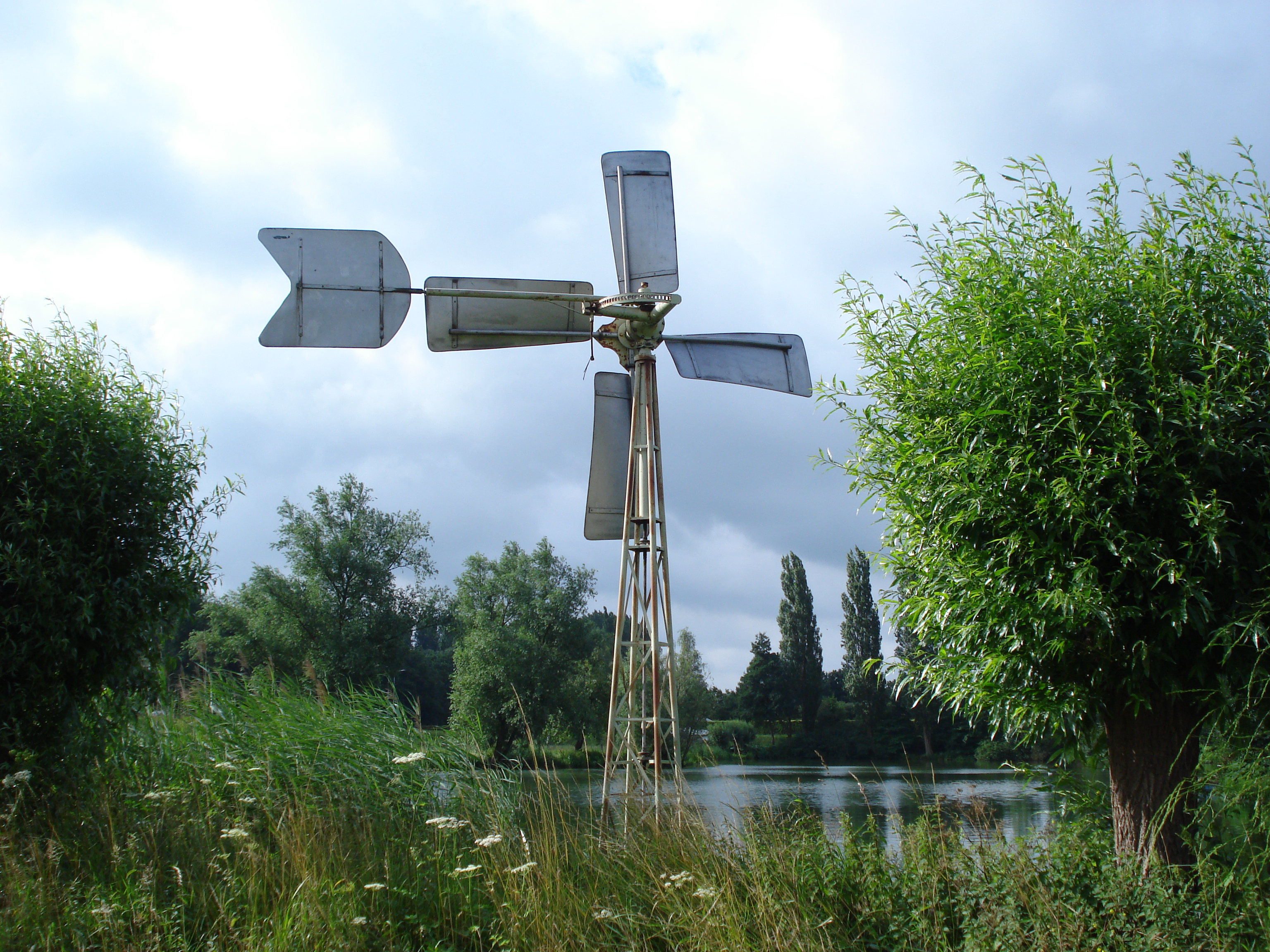
Grave, petit moulin de drainage
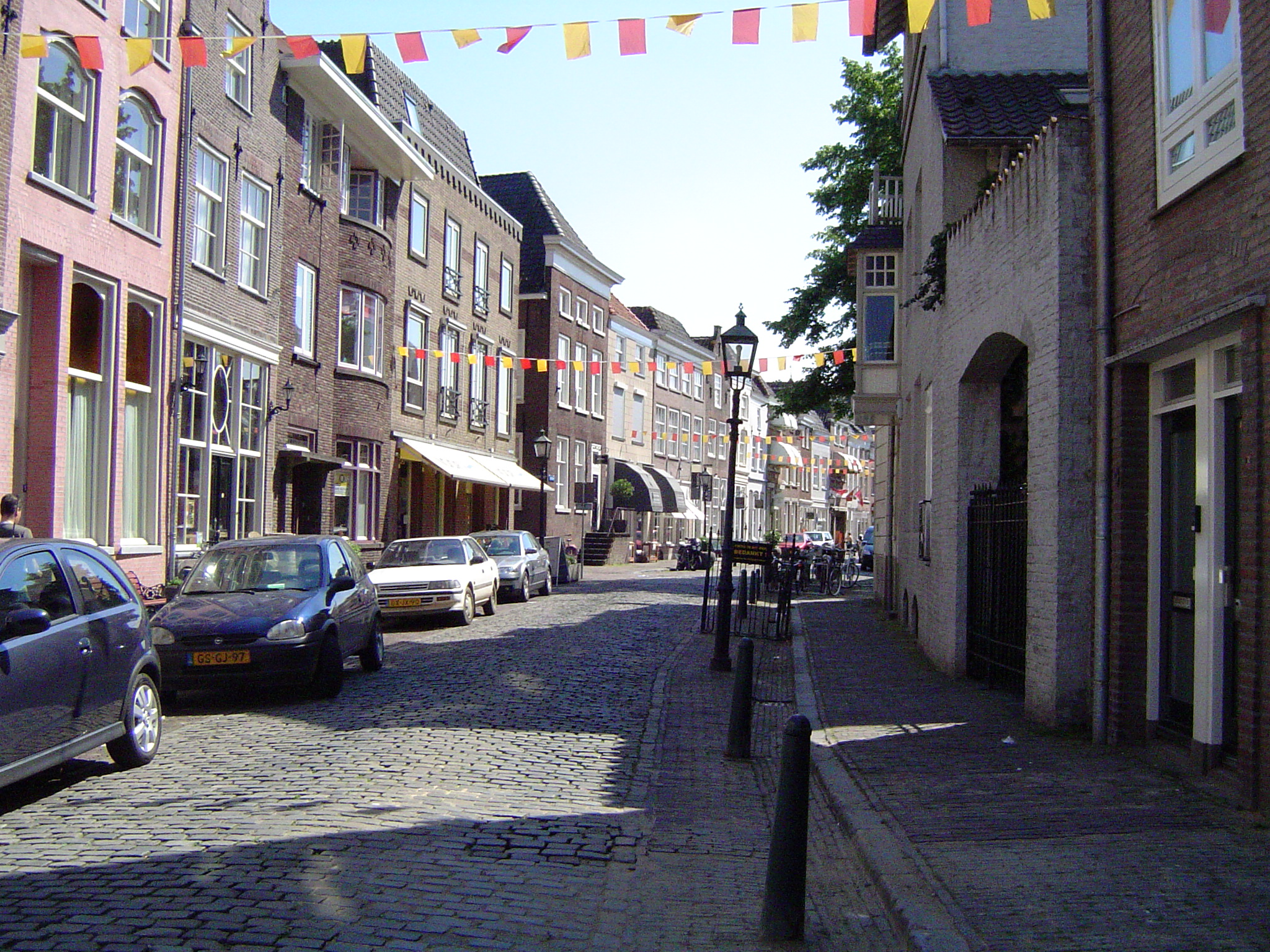
Grave, Maasstraat (rue de la Meuse)
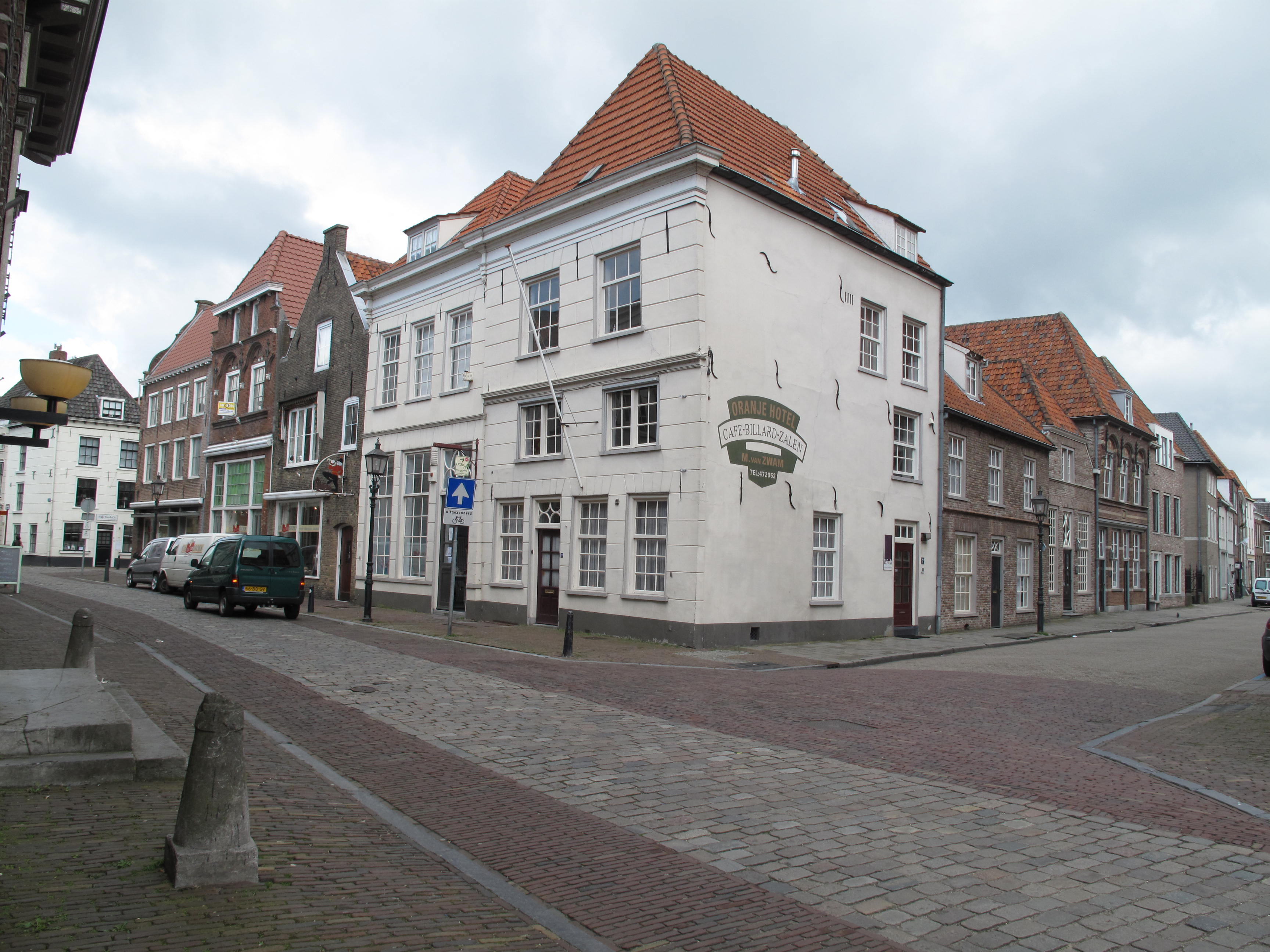
Grave, vue sur la rue avec l'« Oranjehotel »
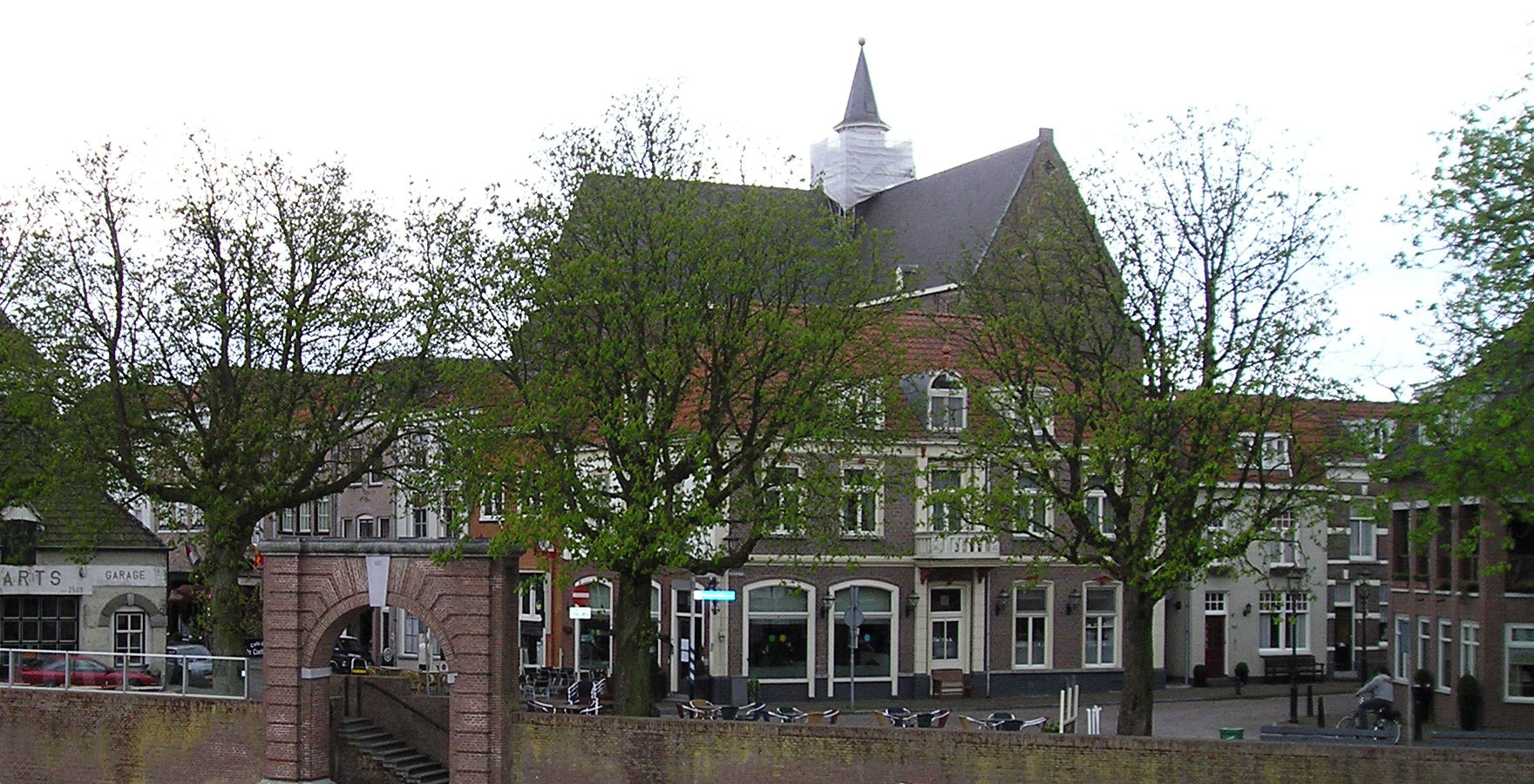
Grave, quai de la Meuse
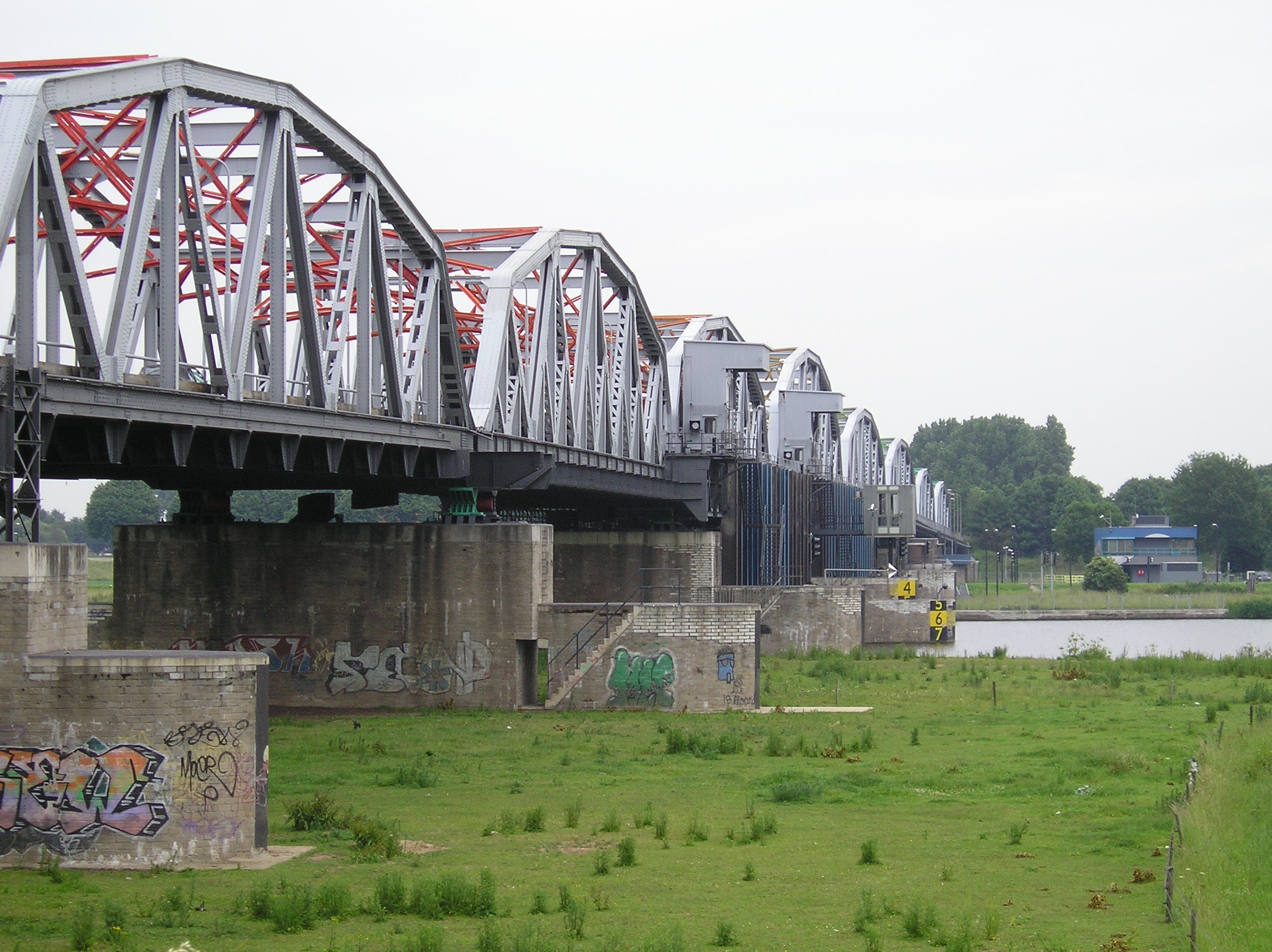
Pont « John S. Thompson »
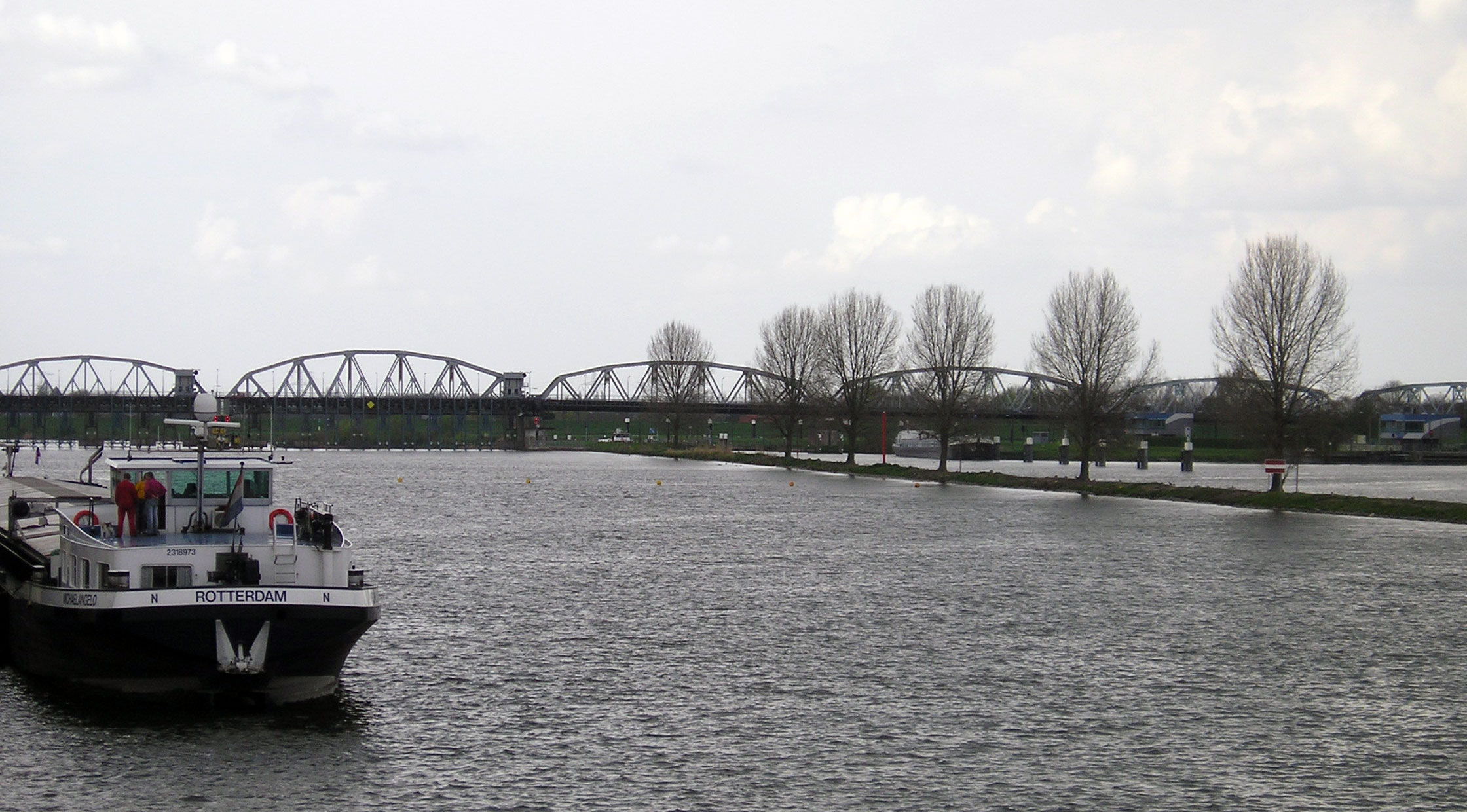
Pont « John S. Thompson »
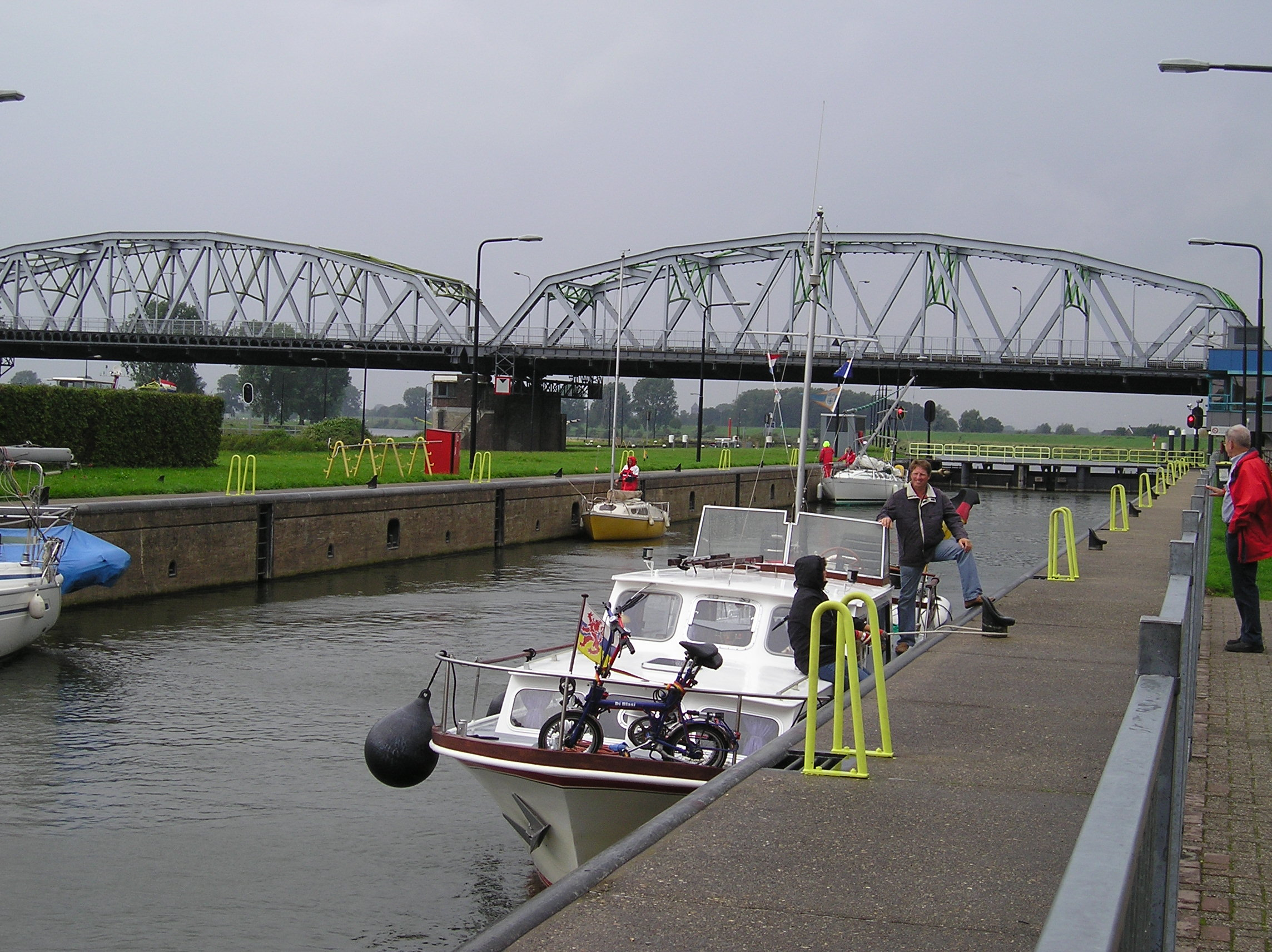
Le bief de l'écluse
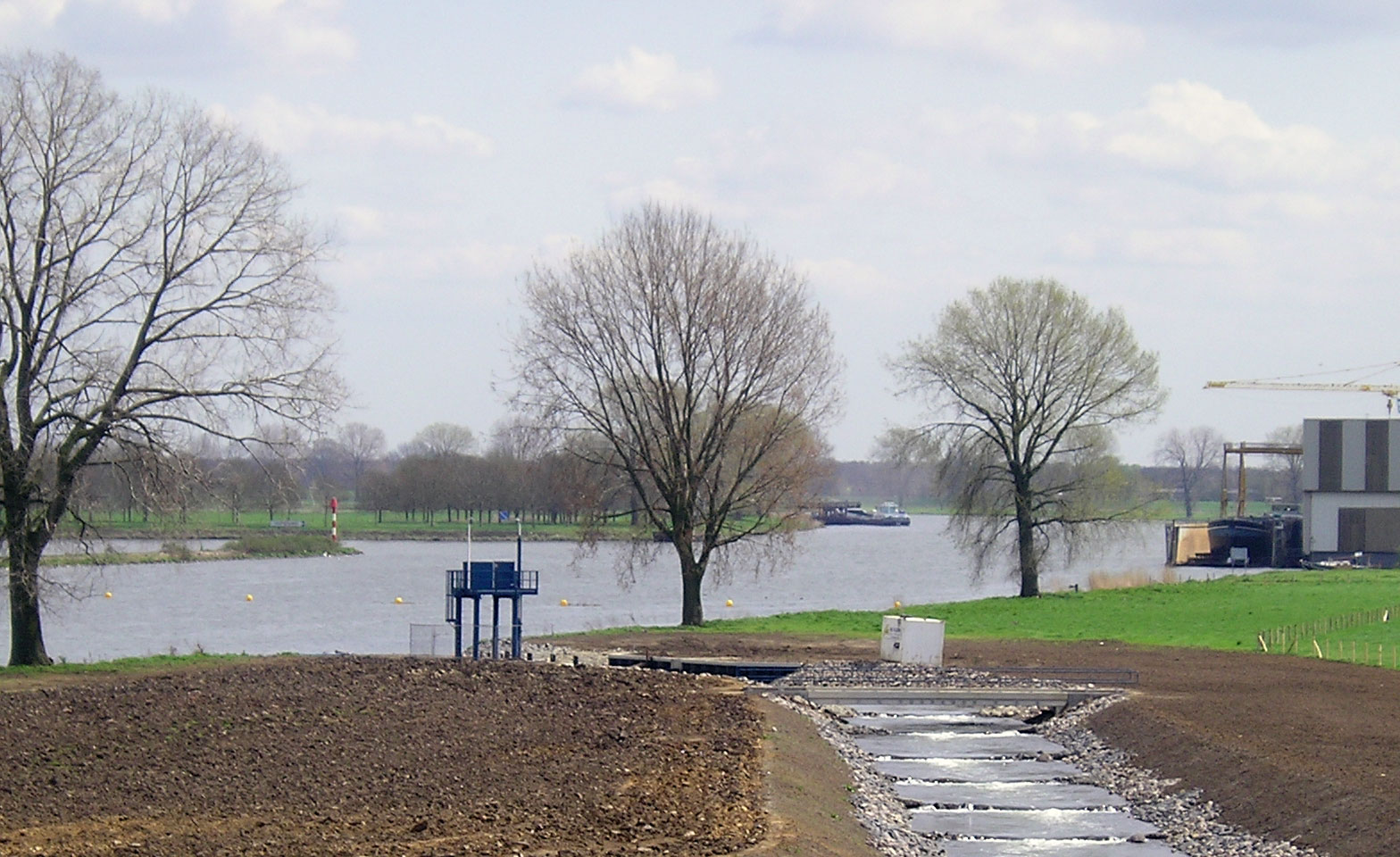
Entrée de la passe à poissons contournant le barrage
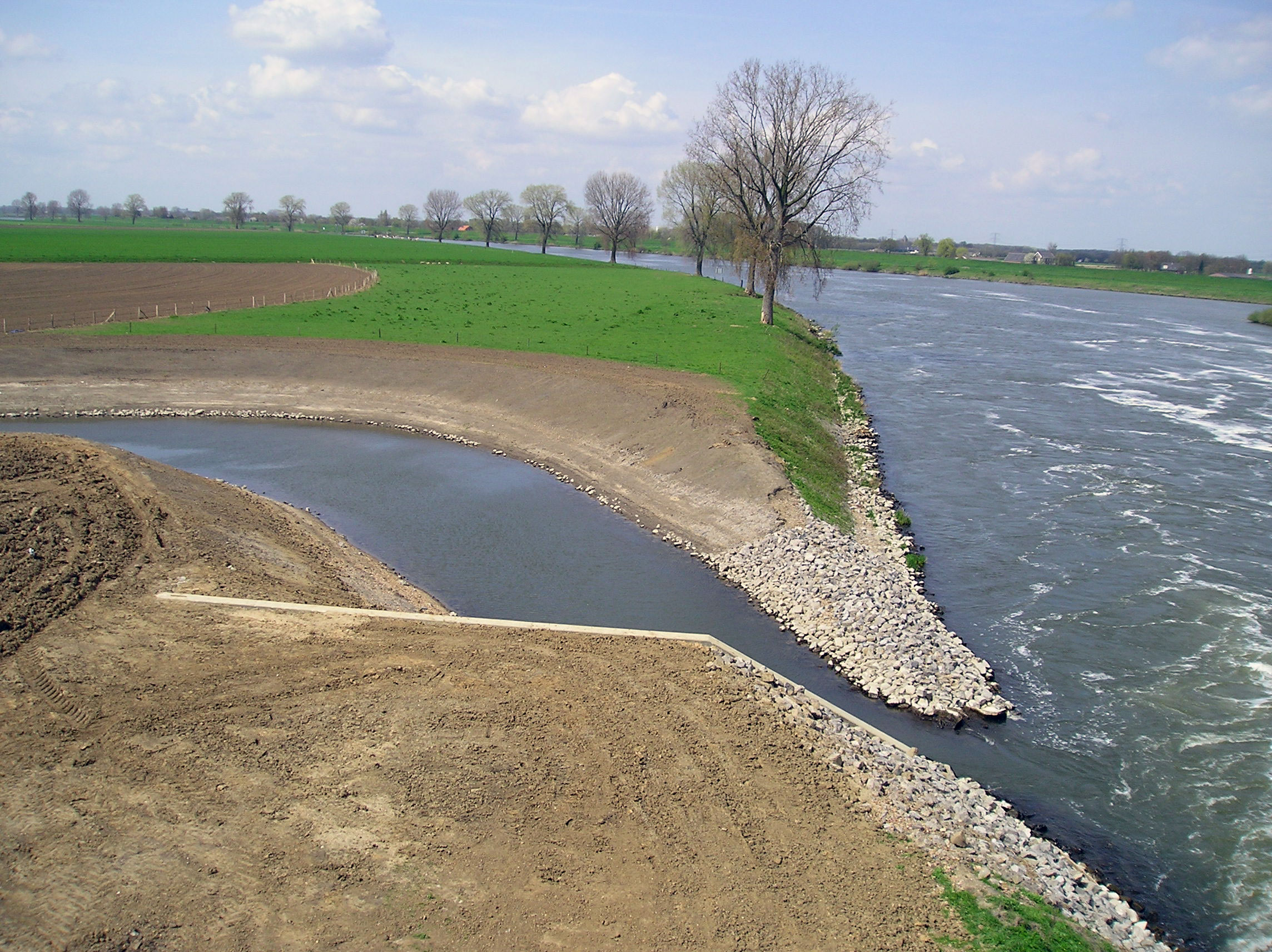
Sortie de la passe à poissons contournant le barrage
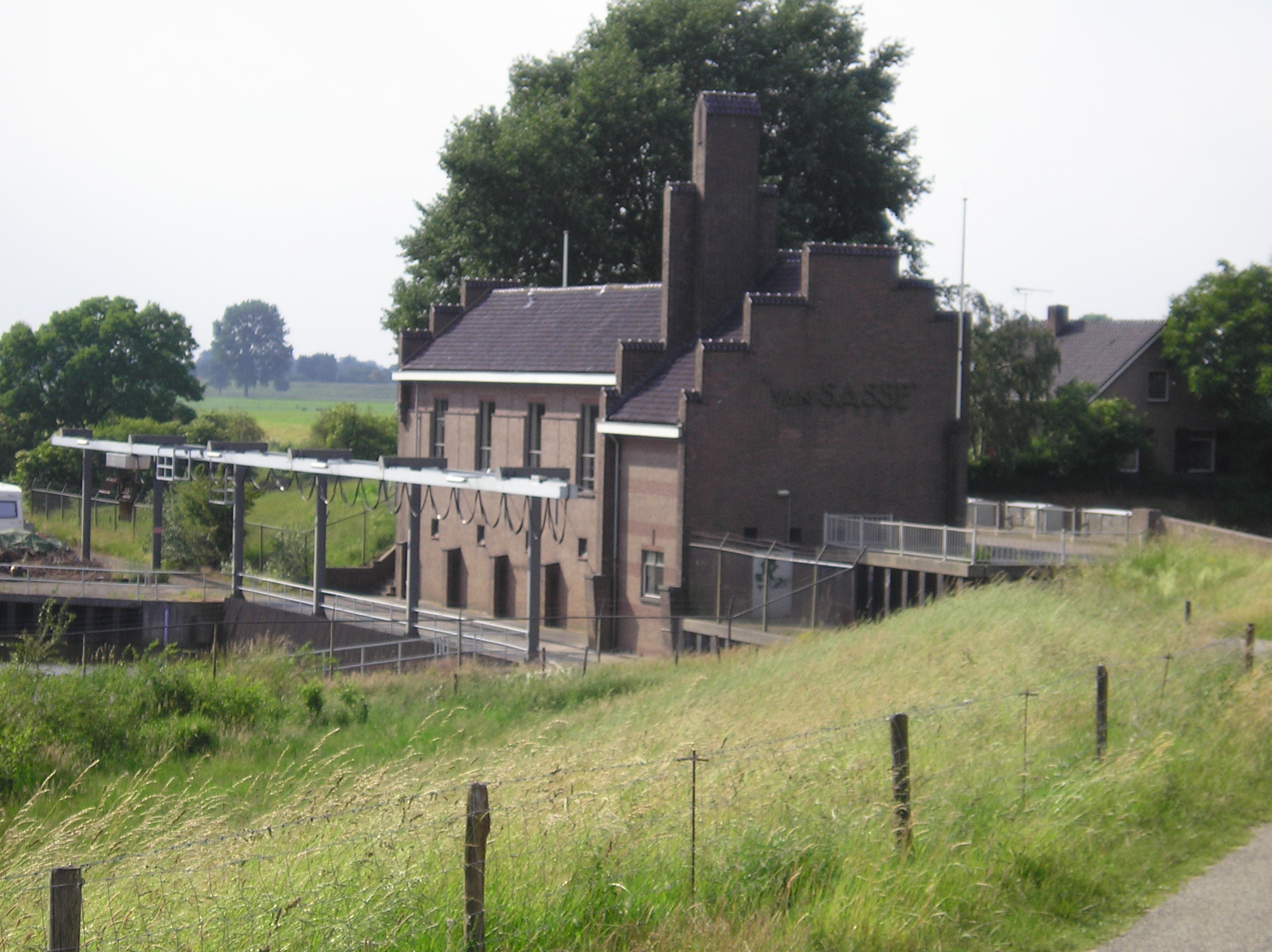
Station de pompage « Van Sasse »
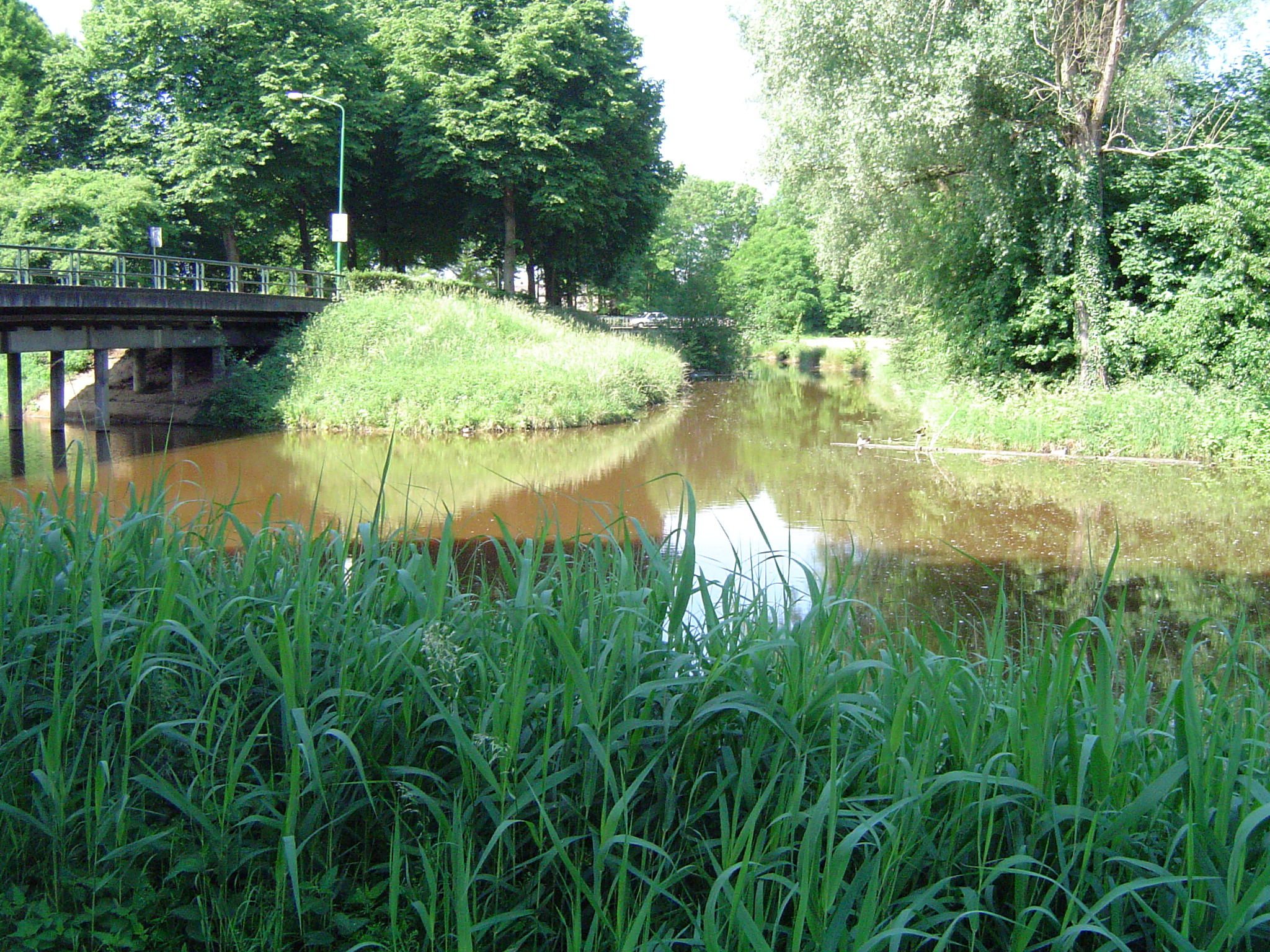
La « Hertogswetering » part de Grave